# Ischiazza
Ischiazza era una frazione del comune di Valfloriana, in provincia di Trento, abbandonata dopo essere stata gravemente danneggiata da un'alluvione nel 1966.

## Geografia fisica

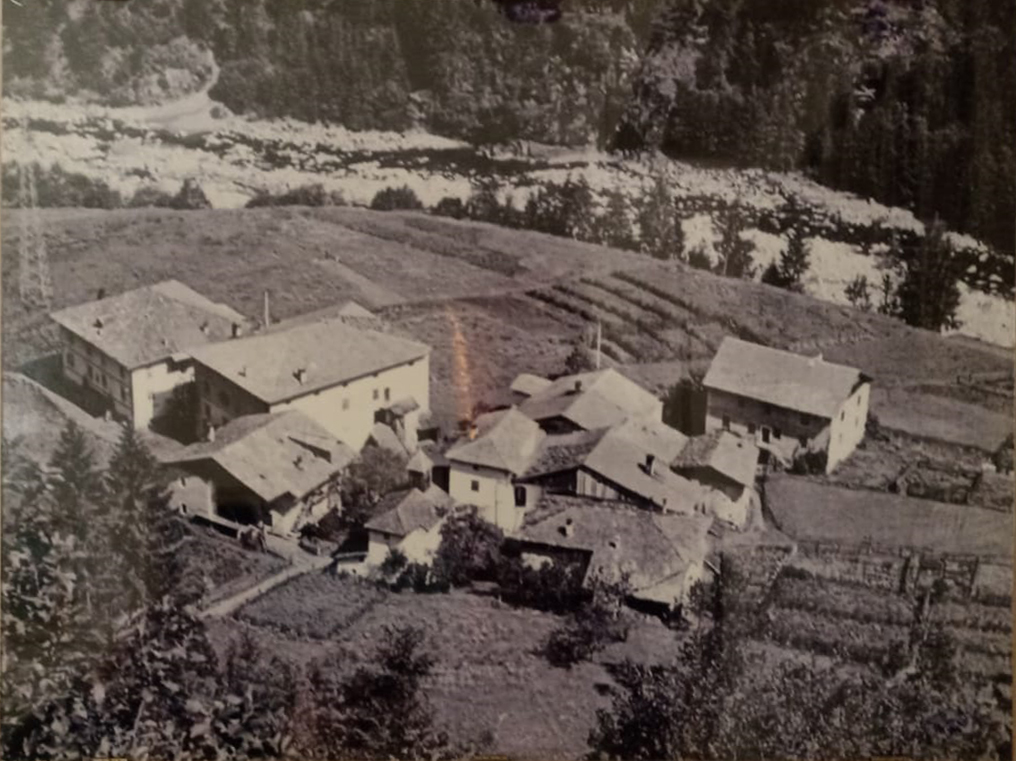
Il paese prima dell'alluvione

Il paese era la più bassa e la più orientale delle frazioni di Valfloriana, situata su un pianoro lungo il corso del torrente Avisio; il nome stesso, anticamente anche Ischiacia, deriva da "ischia", toponimo assai comune in Trentino, indicante un deposito di sabbia e detriti depositati da un torrente, su cui è cresciuta una vegetazione incolta.

## Storia

La chiesetta prima dell'alluvione

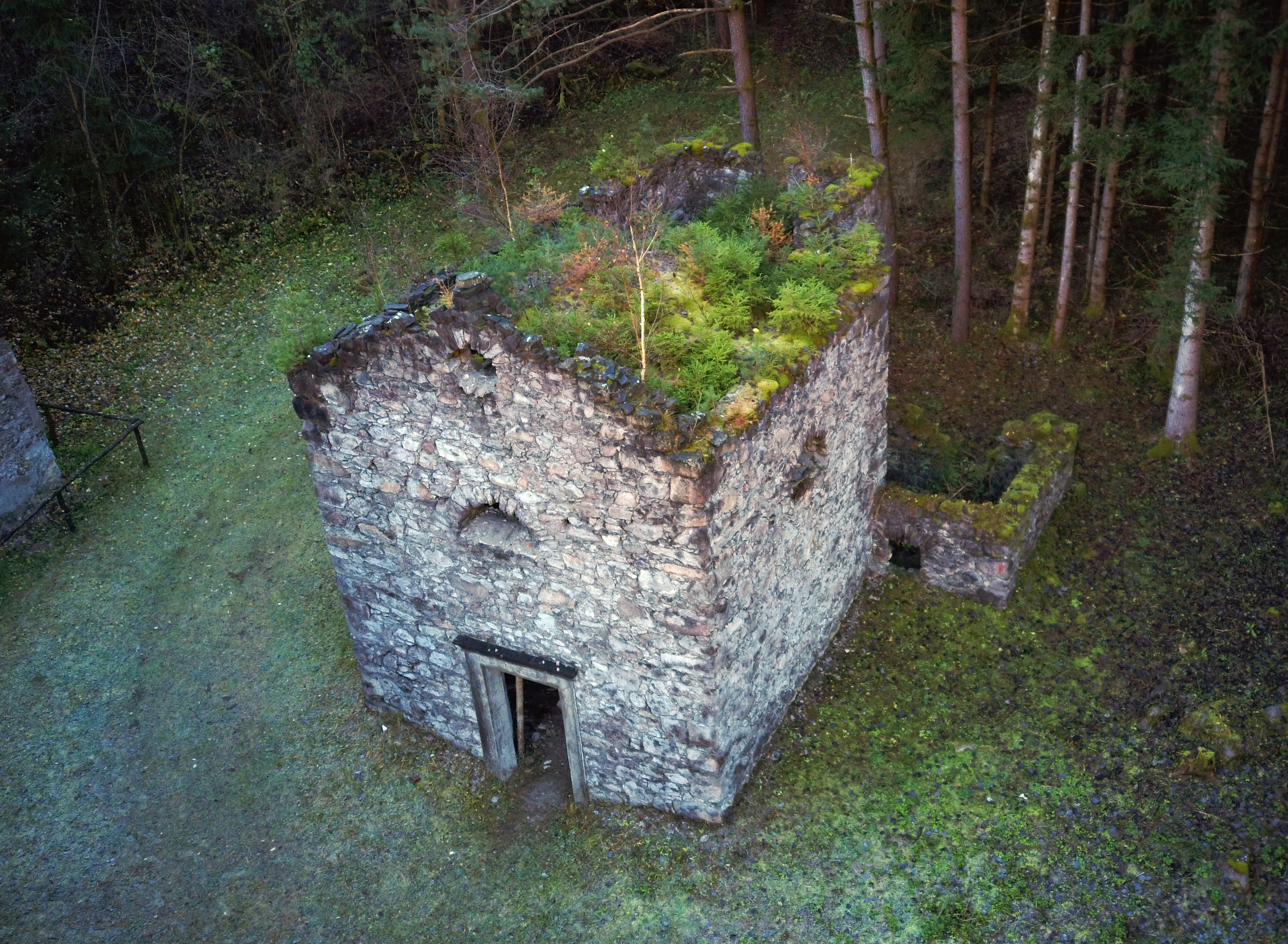
Le rovine della chiesa

Le informazioni storiche sul centro abitato sono scarse; appare già su una carta geografica del 1734. Nel 1867 venne edificata la chiesetta, dedicata all'Esaltazione della Santa Croce, che venne benedetta nel 1869 o nel 1870; oltre ad essa, in paese esistevano anche una calcara e un forno per il pane (i cui ruderi sono visibili lungo la mulattiera che scende al paese). Nel 1909 venne istituita, in locali privati, anche una scuola (prima i bambini dovevano recarsi a Casatta, sede municipale del comune), rimasta attiva fino all'anno scolastico 1946-47. Prima dello sfollamento, le famiglie portavano tutte il cognome Tonini. 
Il paese venne devastato dalle piogge torrenziali che colpirono tutto il Trentino a novembre 1966; dopo un'iniziale frana che travolse alcune case, la popolazione evacuò spontaneamente in tutta fretta, soprattutto per il timore che potesse cedere la diga di Stramentizzo, situata appena mezzo chilometro più a monte. Ciò non avvenne, ma comunque acqua e detriti tracimarono dallo sbarramento e nella notte di venerdì 4 novembre l'Avisio in piena investì il villaggio. Non si registrò alcuna vittima, tuttavia il paese venne giudicato irrecuperabile e anche nel resto del territorio i danni furono consistenti; sorte analoga a Ischiazza fu quella di Maso, altra frazione di Valfloriana, che venne dissestata dal rio Barcatta. In seguito, la chiesetta venne spogliata degli arredi sacri, che vennero portati in processione nella parrocchiale di San Floriano di Casatta.
Il disastro venne documentato fotograficamente da Flavio Faganello e attirò l'attenzione a livello nazionale dopo che il comune venne visitato anche dall'allora presidente del consiglio Aldo Moro. Per gli sfollati di Ischiazza e di Maso venne costruito, da parte della Croce Rossa Svizzera e con il contributo del Comune e della Regione, un nuovo insediamento permanente tra le frazioni di Barcatta e Casanova, detto "villaggio italo-svizzero", che corrisponde all'odierna frazione di Villaggio.